# Partito Democratico Cristiano Unito
Il Partito Democratico Cristiano Unito (United Christian Democratic Party, UCDP) è un partito politico sudafricano.

## Storia
L'UCDP fu fondato da Lucas Mangope. Alle elezioni politiche del 1999 e a quelle successive del 2004 il partito ottenne appena lo 0,3% dei voti e 3 seggi. Rilevante, invece, fu la sua presenza nella provincia del Nord Ovest dove l'UCDP raccolse quasi il 9% dei consensi. Del resto, in questa provincia, l'UCDP è l'unico partito di maggiore opposizione al Congresso Nazionale Africano, che qui ha una sua roccaforte.

## Ideologia
L'UCDP è un partito cristiano-democratico. Si batte per l'affermazione dei valori cristiani, di una democrazia non razziale e contro il nepotismo e la corruzione, che definisce "uno dei maggiori mali del Sudafrica". Secondo una ricerca del 2003, condotta dallo Human Sciences Research Council, l'85% dell'elettorato dell'UCDP è costituito da donne.

## Risultati elettorali
| Elezione      | Voti    | % | Seggi   |
| ------------- | ------- | - | ------- |
| Generali 1999 | 125.280 |   | 3 / 400 |
| Generali 2004 | 117.792 |   | 3 / 400 |
| Generali 2009 | 66.086  |   | 2 / 400 |
| Generali 2014 | 21.744  |   | 0 / 400 |